# 瑕旋轉
在幾何中，瑕旋轉（improper rotation）或稱為旋轉反射（rotoreflection），是一種「旋轉後再反射」的線性變換或仿射變換。正式的說：
- 2D：以某點作為旋轉點，將某物體對該點做旋轉後，再將該物體對某直線（例如坐標軸）做反射，這組轉換就稱為瑕旋轉。
- 3D：以某直線作為旋轉軸，將某物體對該軸做旋轉後，再將該物體對垂直於該軸的平面做反射，這組轉換就稱為瑕旋轉。

在 3D 中，該旋轉軸被稱為「旋轉反射軸」。如果該旋轉被分為 n 等分，亦即，每次旋轉為 360°/n，該瑕旋轉就被稱為「n-摺瑕旋轉」。

作為一個保距映射，瑕旋轉的变换矩阵的是行列式值為 -1 的正交矩阵。

## 旋轉反射與旋轉倒反的等價性
瑕旋轉為一個旋轉產生一個镜像，在 3D 中，這等價於旋轉後再做点反演，因此瑕旋轉也被稱為「旋轉倒反」（rotoinversion）。當旋轉反射與旋轉倒反的旋轉角度相差 180° 時，它們的結果是相同的。

## 瑕旋轉下的對稱性
在研究某物理系統在旋轉下的對稱性時（例如，該系統有個鏡像對稱平面），要特別注意區分向量與偽向量，因為後者在瑕旋轉下的變換不同於一般旋轉。